# Lyctus argentinensis
Lyctus argentinensis är en skalbaggsart som beskrevs av Santoro 1960. Lyctus argentinensis ingår i släktet Lyctus och familjen kapuschongbaggar. Inga underarter finns listade i Catalogue of Life.